# Bouvier des Flandres
Pour les articles homonymes, voir Bouvier.
Le bouvier des Flandres est une race de chiens qui appartient à la grande famille des bouviers, chiens belges destinés à la garde des troupeaux de gros bétail. 
La race ne fut reconnue qu'en 1912. Après la Première Guerre mondiale, il fut nécessaire de reconstituer le cheptel en grande partie décimé durant l'occupation des Flandres. En 1960, un accord entre les éleveurs belges permet de fixer définitivement les critères de la race.
Outre une force physique peu commune, ce chien possède des qualités d'intelligence qui lui permettent de rendre service aussi comme chien de garde, chien de défense et de police et chien de pistage.

## Critères de la race
- Taille
  - de 62 à 68 cm pour le mâle
  - de 59 à 65 cm pour la femelle
- Poids
  - de 35 à 45 kg pour le mâle
  - de 27 à 35 kg pour la femelle
- Corps

Court et trapu, la distance de la pointe de l'épaule à la pointe de la fesse doit être à peu près égale à la hauteur au garrot
- Robe

Les couleurs admises en concours sont le noir, le gris, le gris foncé, le fauve et le bringé. Le bouvier des flandres peut avoir une étoile blanche sur la poitrine. Le poil est rude et mat, de texture plus ou moins sèche. Il doit être ni trop long, ni trop court, ébouriffé mais non laineux ni bouclé.

## Caractère et entretien
C'est un chien très fidèle, très attaché tant à son maître qu'au reste de la famille. Il aime que l'on s'occupe beaucoup de lui. Il est résistant, toujours en alerte et courageux, d'un comportement égal. Intelligent, il aime travailler et fait preuve de sensibilité. C'est généralement un animal sociable qui, pourvu qu'il ait été habitué tout jeune à la présence des chats, s'entendra bien avec eux et ses semblables. Avec les enfants, il forme généralement une bonne association. Il regarde les inconnus avec suspicion et se montre très protecteur pour sa famille, sa loyauté est réputée.
Il lui faut une éducation bien équilibrée et qui reste cohérente dans ses principes. Moins vif que le berger allemand, le bouvier des Flandres apprend néanmoins les ordres nouveaux relativement vite, et une fois la chose acquise, il s'en souviendra pour longtemps.
Il a besoin d'une activité physique modérée et appréciera de longues promenades ou un petit trot.
Un brossage régulier est recommandé pour son pelage, mais bien qu'ayant un poil relativement long, celui-ci n'a pas tendance à s'emmêler. La perte de pelage se fait par boule de poils plutôt que par poils épars.

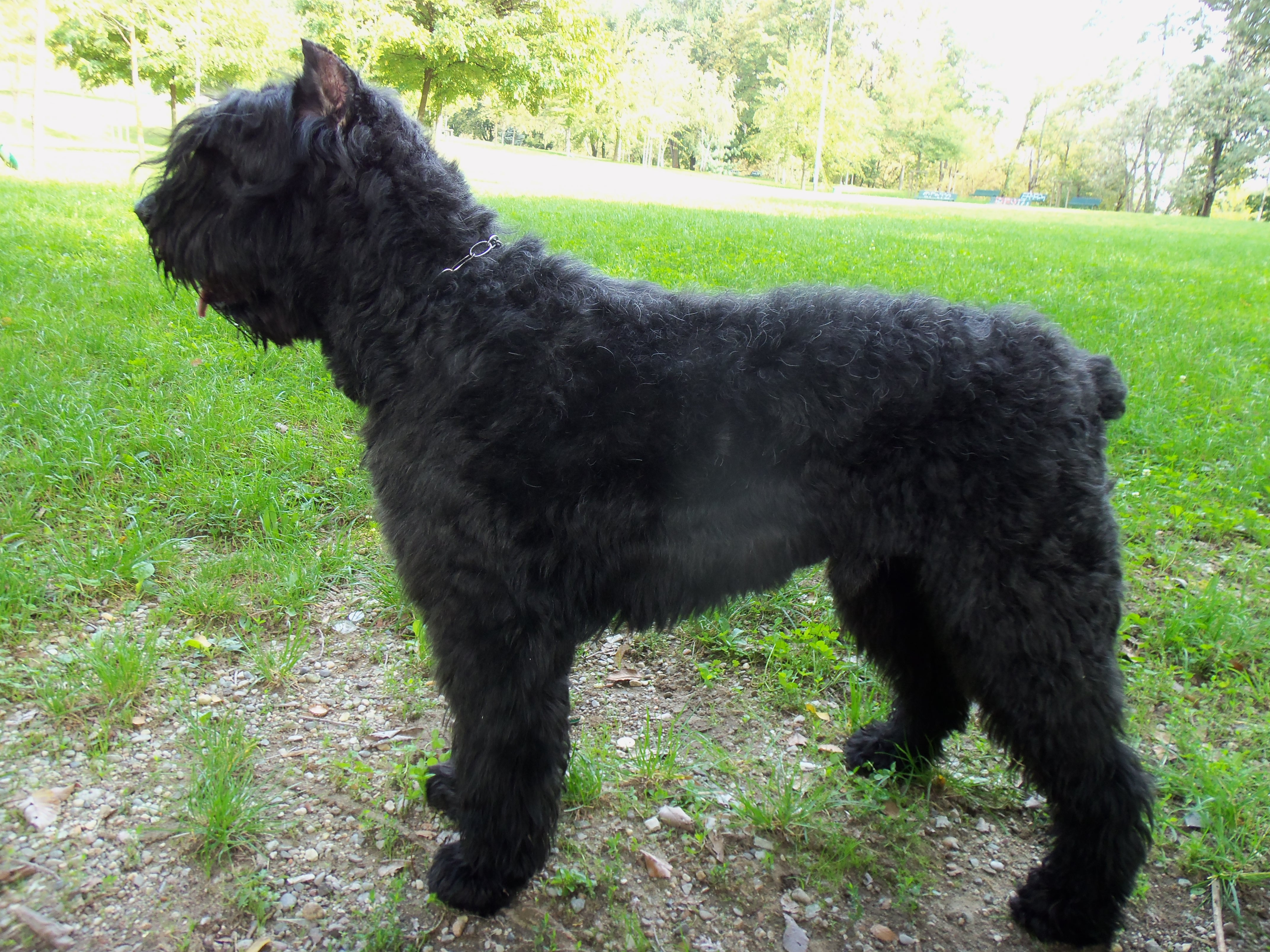
Bouvier des Flandres de profil.